# Mare de Déu del Roser de Peracalç
La Mare de Déu del Roser de Peracalç fou una església del poble de Peracalç, a l'antic terme municipal de Montcortès de Pallars i a l'actual de Baix Pallars, dins la comarca del Pallars Sobirà.
Està situada en el mateix poble de Peracalç, en el sector central d'aquesta petita població. Actualment només se'n conserven les ruïnes.